# Ferdinand Lessing
Ferdinand Diedrich Lessing (* 26. Februar 1882 in Essen-Altenessen; † 31. Dezember 1961 in Berkeley, Kalifornien) war ein deutscher und später US-amerikanischer Sinologe, Mongolist und Kenner des Lamaismus.

## Wirken
Sein Abitur absolvierte er 1902 am Gymnasium Georgianum (Lingen). Lessings Interesse am Buddhismus und an der chinesischen Sprache hat sich offenbar schon früh in seinem Studium entwickelt. Nachdem er von 1902 bis 1905 in Berlin Jura und Orientalistik studiert hatte, arbeitete er am Museum für Völkerkunde. 1907 ging er nach China, wo er an der Deutsch-Chinesischen Hochschule in Qingdao (damals Teil des vom Deutschen Reich besetzten Pachtgebiets Kiautschou-Bucht (Jiaozhouwan zujiedi 膠州灣租借地)) arbeitete, bevor er während des Ersten Weltkriegs nach Jinan zog. Von 1919 bis 1921 lehrte er an der Peking-Universität Sanskrit und Deutsch und war anschließend Dozent für Deutsch an der Medizinischen Universität Mukden. Er nahm von 1930 bis 1933 an der Chinesisch-Schwedischen Expedition von Sven Hedin teil und arbeitete dabei im Team mit Gösta Montell. Zusammen mit Wilhelm Othmer verfasste er ein seinerzeit populäres Lehrbuch des Chinesischen, den 1912 in Qingdao gedruckten „Lehrgang der nordchinesischen Umgangssprache“  (siehe Lessing-Othmer-System), er ist auch der Verfasser eines Mongolisch-Englischen Wörterbuchs. Lessing lehrte in Berlin, emigrierte 1938 aus Deutschland und lehrte anschließend in Berkeley. Im Jahr 1946 nahm er die US-amerikanische Staatsbürgerschaft an.